# Val-d'Isère
Val-d'Isère is een gemeente in het Franse departement Savoie (regio Auvergne-Rhône-Alpes). De plaats maakt deel uit van het arrondissement Albertville. Val-d'Isère telde op 1 januari 2022 1.572 inwoners.

## Geografie
De oppervlakte van Val-d'Isère bedroeg op 1 januari 2022 94,39 vierkante kilometer; de bevolkingsdichtheid was toen 16,7 inwoners per km². Het dorp ligt in het arrondissement Albertville, en in het kanton Bourg-Saint-Maurice. Val D'isère ligt op een hoogte van 1850 m.
Val d'Isère grenst aan het nationaal natuurpark De la Vanoise, een beschermd natuurgebied van 1.250 vierkante kilometer (samen met het Italiaanse nationaal park Gran Paradiso). La Vanoise werd in 1963 opgericht ter bescherming van de alpensteenbok. In het park bevinden zich twee berghutten (refuges in het Frans) op het grondgebied van Val d'Isère: Refuge du Fond des Fours en Refuge du Prariond.

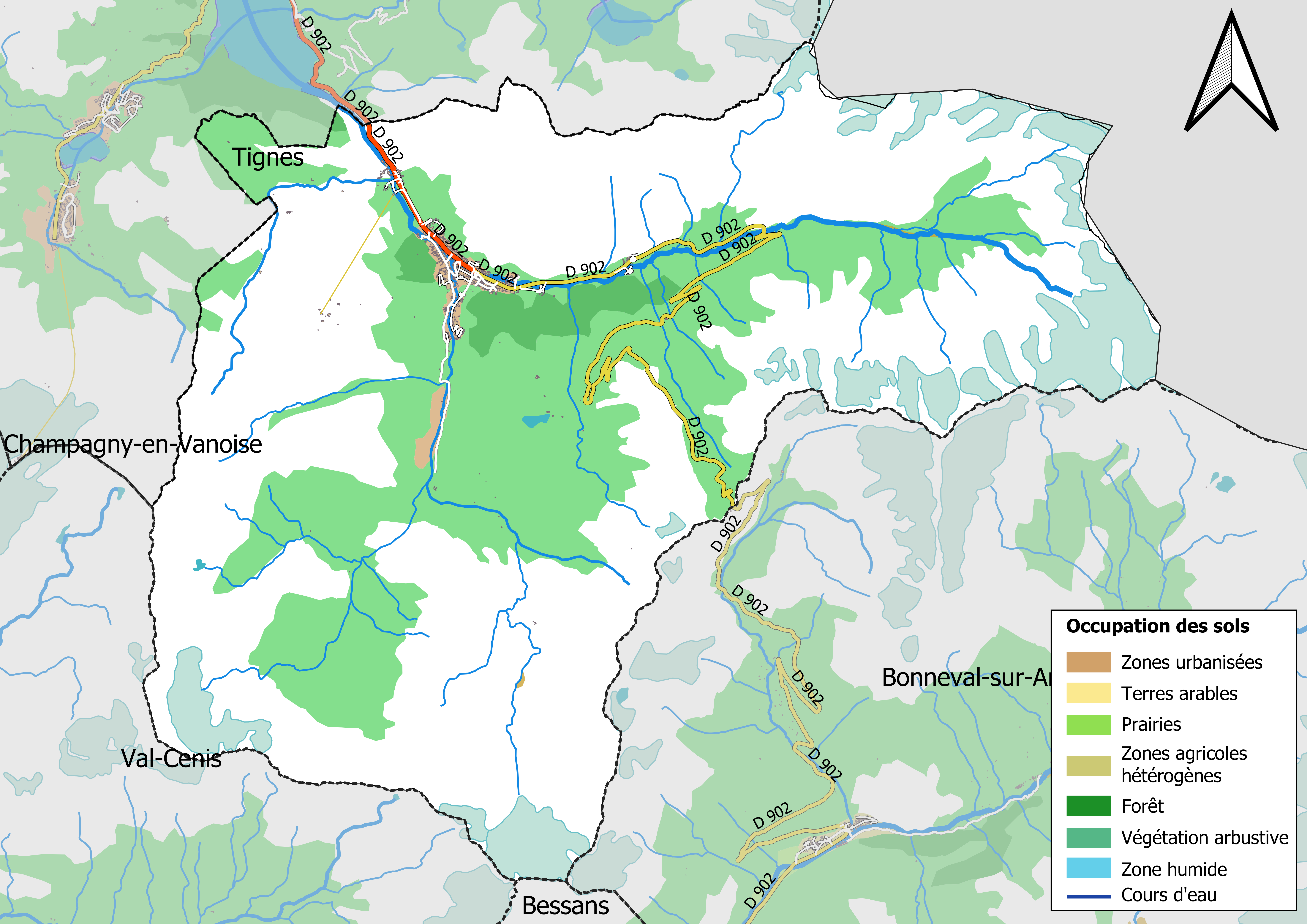
Kaart van de gemeente met de belangrijkste infrastructuur, bodemgebruik en omliggende gemeenten

## Demografie
Onderstaande figuur toont het verloop van het inwonertal (bron: INSEE-tellingen).

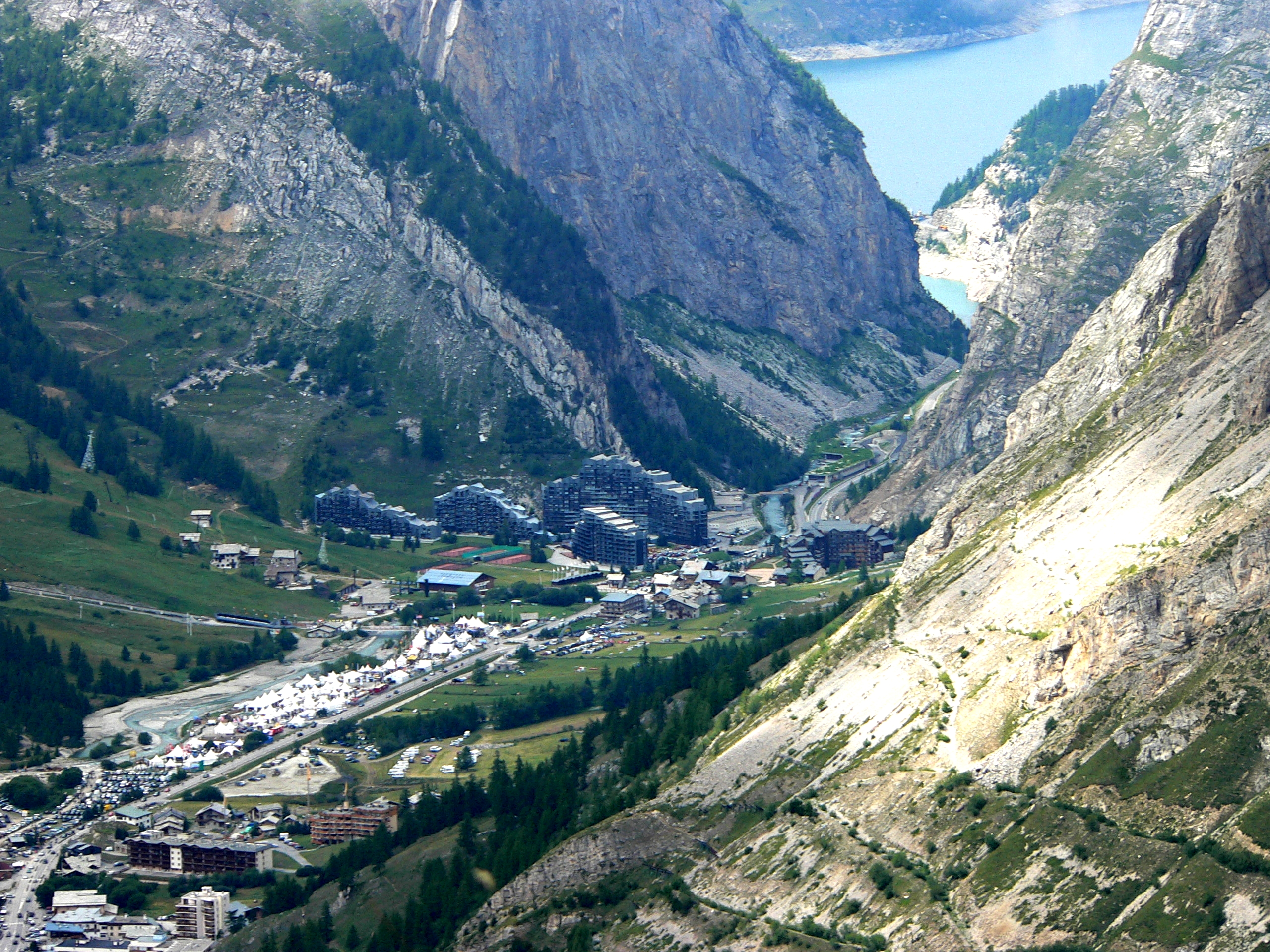
Gezicht op Val-d'Isere met La Daille in de achtergrond

## Economie
Val d'Isère is economisch zeer afhankelijk van het toerisme. Met name tijdens de winter trekt het dorp veel toeristen die er hun wintersportvakantie doorbrengen. Samen met het naburige resort Tignes vormt ze het gebied Espace Killy, vernoemd naar olympisch kampioen en oud-inwoner Jean-Claude Killy.
Het gebied staat bekend als een van de duurste skigebieden in Europa. Het dorp richt zich niet op de budgettoerist. Behalve de hoge prijzen voor de liftpassen en dure overnachtingen is ook het winkelaanbod voornamelijk gericht op de toerist met een ruim budget. Dure en exclusieve modewinkels of sportwinkels bevestigen het dure karakter van het dorp.
Val d’Isère is erg in trek bij Engelse toeristen, en de middenstand voorziet in de specifieke behoeften: er zijn enkele typische Engelse kroegen en het lokale radiostation verzorgt elke dag een paar uur Engels gesproken programma’s. Sinds het begin van de 21e eeuw komen ook veel Russische toeristen in de winter.

### Skigebied

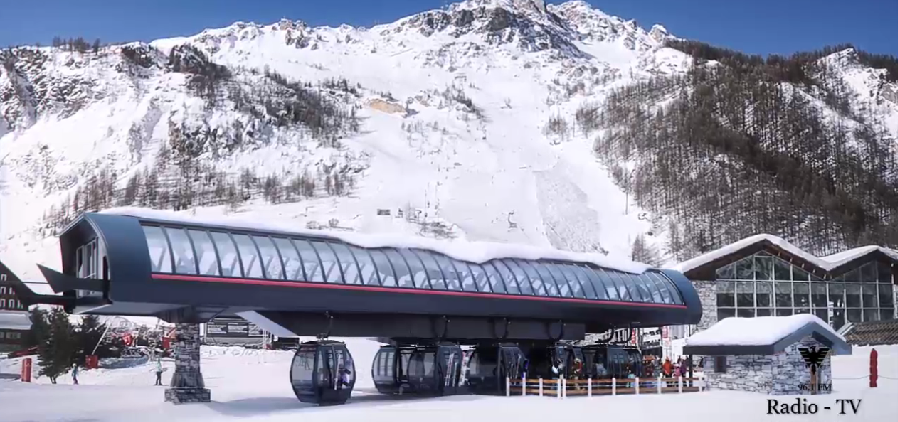
Télécabine van het dorp naar top Solaise (TCD10)

De skigebieden van Tignes en Val d'Isère vormen samen het skigebied Espace Killy. Deze combinatie biedt zo'n 300 km geprepareerde pistes en ongeveer 94 liften. Deze liften variëren van eenvoudige sleeptouwen voor korte en/of heel vlakke hellingen, sleepliften, stoeltjesliften tot cabine-liften. Ook zijn er twee kabelspoorwegen (funiculaires) in het gebied.
Het laagste punt van Val d'Isère is de wijk La Daille op 1785 meter hoogte.
Het laagste punt van het gehele skigebied ligt op 1550 meter bij Tignes Les Brevieres en het gebied loopt op tot zo'n 3456 meter bij het bergstation van de lift La Grande Motte.

### Skipassen
Er zijn in principe twee soorten abonnementen beschikbaar:
- alleen de liften van Val d'Isère
- de combinatie met Tignes onder de naam L'Espace Killy[5]

Voor de liften die ook voor voetgangers toegankelijk zijn (zoals de bergtreinen en de gondels) zijn ook losse kaartjes en retourtjes te koop.
De absolute beginners kunnen ook zonder skipas beginnen. Een viertal liften vanuit het dorp zelf en één in La Daille zijn gratis te gebruiken.

### Skiliften
- sleeptouw: Voor op korte en/of vlakke stukken. Een dik touw dat de gebruiker kan vastgrijpen om zo meegetrokken te worden. Er is er nog maar 1.
- sleeplift: Gebruiker staat op eigen ski's of snowboard en wordt omhooggetrokken door een soort stok met een bordje of (bij dubbelgebruik) dwarsbalk dat onder de billen wordt geplaatst. Minst gebruikt in het gebied.
- stoeltjeslift: Gebruiker zit, meestal met 1 tot 8 personen, op een bankje (soms verwarmd), en komt geheel los van de grond.
- eitjes cabine: Kleine cabines voor 4–8 (10 bij de Télécabine naar de top van de Solaise) personen. Bij zowel het berg- als het dalstation wordt de cabine losgekoppeld van de hoofdkabel en beweegt zich vervolgens langzaam door het station. Dit loskoppelen is nodig omdat anders de snelheid veel te hoog is om veilig in- en uit te stappen. Aan de kabel hangen vele eitjes tegelijkertijd. In het seizoen 2005 is de gewone Bellevarde gondelbaan vervangen door een kruising tussen de eitjes en een cabinelift, de TPH OLYMPIQUE: op een dubbele draagkabel hangen 30-persoons gondels die net als eitjes in het dal- en bergstation worden losgekoppeld van de aandrijfkabel om vervolgens met lage snelheid door het stationsgebouw te gaan om passagiers in- en uit te laten stappen.[7] In 2016 is de "gewone 4-personen zetellift naar de top van de Solaise vervangen door een gondellift.
- kabelbaan of cabinelift: Twee grote cabines hangen aan 1 of 2 draagkabels en worden voortgetrokken door een derde kabel die bevestigd zit aan beide cabines. Als de ene cabine naar boven gaat moet de andere cabine naar beneden gaan. Door dit systeem helpt de zwaartekracht de cabines zelf zich te verplaatsen en hoeft de liftmotor alleen de inhoud in beweging te brengen.
- kabelspoorweg of funiculaire: Qua werking vertoont het grote overeenkomsten met de hierboven genoemde cabinelift. Alleen hangt de cabine niet aan draagkabels maar rijdt over rails. De rails lopen meestal (deels) door een tunnel in de berg.

### Pistes

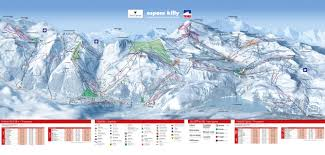
Kaart Espace Killy

Er is zo'n 300 kilometer piste in het skigebied van Val D'isère en Tignes, dat Espace Killy genoemd wordt. In totaal zijn er:
- 198 km blauwe piste
- 75 km rode piste
- 27 km zwarte piste
- 36 sleepliften
- 44 stoeltjesliften
- 4 kabelbanen
- 4 gondelliften
- 4 skitreinen
- 2 funparken

## Dorpskarakter

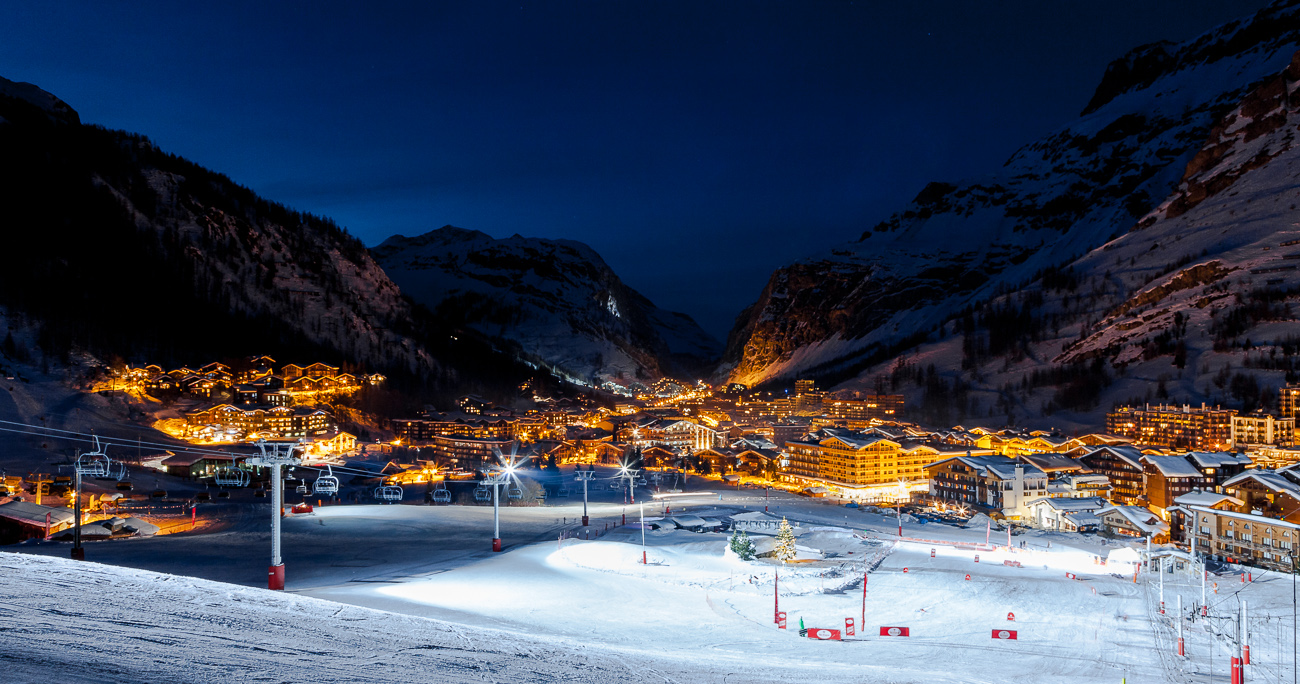
Val D'isère bij nacht

In tegenstelling tot veel andere Franse ski-resorts probeert Val d'Isère het karakter en aanzicht van een Frans bergdorp te bewaren. De gebouwen in en rond het dorpscentrum hebben de bouwstijl van authentieke chalets en boerderijen. Er geldt een maximum bouwhoogte. De grote betonnen complexen die vaak gebouwd zijn in andere Franse resorts ontbreken in het dorpscentrum. Alleen in de buitenwijken zoals La Daille kan men dergelijke grootschalige appartementencomplexen vinden. De buurtschappen die samen Val d'Isere vormen zijn:
- La Daille, de eerste buurtschap, gerekend vanuit Bourg St. Maurice. Hoogte 1785 meter
- Val d'Isere centre, het centrale dorp op 1850 meter
- Le Joseray, grenzend aan het centrum. Hier bevindt zich het complex van Club Med, samen met andere chique villa's die vaak tienduizenden euro's per week kosten, personeel en zwembad inbegrepen.
- Le Chatelard, in het verlengde van Le Joseray
- Le Fornet, het laatste buurtschapje van Val rijdend in de richting van de Col d'Iseran. Le Fornet ligt op 1950 meter hoogte.

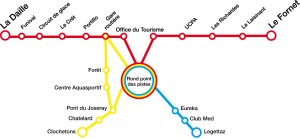
Buslijnen in Val D'Isère

## Stadsbus
De verschillende delen van Val d'Isere zijn bereikbaar via gratis pendelbussen. Er zijn drie lijnen: le Train Rouge (Rode Trein), Train Vert (Groen) en Train Blue (Blauw). De belangrijkste lijn is de Train Rouge die rijdt vanaf La Daille via het dorpscentrum en het centrale plein Solaise bij de pistes en vervolgens doorgaand naar Le Fornet.
De andere twee lijnen rijden vanaf het centrale plein Solaise naar Le Joseray respectievelijk Le Chatelard.

### Train Rouge
Deze drukste lijn bestaat eigenlijk uit twee trajecten: Vanaf La Daille via het busstation in het dorpscentrum en eindigend op het plein Solaise bij de pistes. Gedurende de dag keert de bus hier en rijdt terug naar La Daille.

De andere tak van deze lijn pendelt tussen Solaise en Le Fornet. Buiten de drukke tijden overdag rijdt de bus vanaf La Daille naar Le Fornet en stopt dan niet bij de pistes van Solaise. Overdag maakt men gebruikt van extra lange, gelede bussen. 's Avonds wordt gebruikgemaakt van standaardbussen, vergelijkbaar met een stadsbus.

### Train Vert
De Groene bus rijdt vanaf de piste-halte Solaise via Joseray, Chatelard naar eindpunt Clochetons.

### Train Bleu
De Blauwe bus rijdt ook vanaf Solaise via het Club Med-complex naar Legettaz. Deze bus heeft dezelfde dienstregeling als de Groene bus.

## Ligging
Val d'Isère ligt in een dal waar het riviertje de Isère door loopt. Door het dorp loopt de bergpas Col de l'Iséran over de Alpen naar Italië. In de winter is de weg echter gesloten voor alle verkeer en eindigt de weg, die begint in Bourg-Saint-Maurice, net voorbij het dorpscentrum in Le Fornet. De grens met Italië ligt op ongeveer 5 km afstand.

### Bereikbaarheid
In de winter is Val d'Isère over de weg alleen bereikbaar vanaf Bourg St. Maurice. Veel bezoekers komen per auto via de tolwegen tot Albertville via de vierbaansweg naar Moûtiers en dan de lokale weg D902 naar Bourg-Saint-Maurice
Andere mogelijkheden zijn:
- Vliegtuig: Vliegen naar Genève en vanaf daar een directe busdienst naar Tignes en Val d'Isère. Andere gebruikte vliegvelden zijn Lyonm Grenoble en Chambéry[11]
- Trein: Het dichtstbijzijnde treinstation is te vinden in Bourg St.Maurice. In het ski-seizoen rijdt er wekelijks een Thalys vanaf Amsterdam naar Bourg St.Maurice.[12] Behalve deze SkiThalys bestaat er ook een vergelijkbare trein vanuit Engeland met de Eurostar.[13]
Verder is het station van Bourg St.Maurice ook met gewone regionale treinen bereikbaar via Chambéry[14]
- Helikopter: Vlak bij de buurtschap La Daille is een landingsplaats voor helikopters, maar die is bedoeld voor redding-helikopters. En bij Tignes is een klein vliegveldje, vooral bedoeld voor sportvliegtuigen.
- Bus: Er zijn verschillende mogelijkheden om Val d'Isère per bus te bereiken. Vanuit verschillende landen worden complete reizen aangeboden en tevens zijn er lijndiensten vanaf vliegvelden en treinstation Bourg St.Maurice.[15]

## Evenementen
In februari 2009 werd in Val d'Isère de FIS wereldkampioenschappen alpine skiën georganiseerd.

In 1992 werden enkele onderdelen van de Olympische winterspelen van Albertville gehouden in Val d'Isère.
Elke zomer, in juli of augustus, is er de Salon 4x4 Val D'Isère, een show voor liefhebbers van terreinwagens en SUV's.
Elk jaar wordt er op de zwarte piste Face (dalafdaling van de Olimpique) en de rode piste "OK" Critérium de la première neige gehouden.

### Wielrennen
In 1963 was Val d'Isère voor het eerst aankomstplaats van een etappe in de wielerkoers Ronde van Frankrijk. De Spanjaard Fernando Manzaneque won de etappe. Ook in latere jaren is het dorp start- of aankomstplaats van een etappe geweest.